# Liste der Naturdenkmale in Hüfingen
| Naturdenkmale | Anzahl |
| ------------- | ------ |
| FND           | 1      |
| END           | 3      |
| Gesamt        | 4      |

Die Liste der Naturdenkmale in Hüfingen nennt die verordneten Naturdenkmale (ND) der im baden-württembergischen Schwarzwald-Baar-Kreis liegenden Stadt Hüfingen. In Hüfingen gibt es insgesamt vier als Naturdenkmal geschützte Objekte, davon ein flächenhaftes Naturdenkmal (FND) und drei Einzelgebilde-Naturdenkmale (END).
Stand: 31. Oktober 2016.

## Flächenhafte Naturdenkmale (FND)
| Name                     | Bild | Kennung     | Einzelheiten | Position | Fläche Hektar | Datum         |
| ------------------------ | ---- | ----------- | ------------ | -------- | ------------- | ------------- |
| Sperberhalde-Nidental    | BW   | 83260270005 | Hüfingen     | ⊙        | 2,6           | 23. Nov. 1988 |
| Legende für Naturdenkmal |      |             |              |          |               |               |

## Einzelgebilde (END)
| Name                     | Bild | Kennung     | Einzelheiten | Position | Fläche Hektar | Datum         |
| ------------------------ | ---- | ----------- | ------------ | -------- | ------------- | ------------- |
| 1 alte Zwillingslinde    | BW   | 83260270001 | Hüfingen     | ⊙        | 0,0           | 11. Dez. 1959 |
| 1200-jährige Eiche       | BW   | 83260270003 | Hüfingen     | ⊙        | 0,0           | 11. Dez. 1959 |
| 5 Linden                 | BW   | 83260270004 | Hüfingen     | ⊙        | 0,0           | 8. Okt. 1968  |
| Legende für Naturdenkmal |      |             |              |          |               |               |